# Alonso Borregán
Alonso Borregán (siglo XVI) fue un militar y cronista español. Escribió una historia de la conquista del Perú, que abarca los sucesos ocurridos entre 1533 y 1548. Su manuscrito permaneció olvidado hasta que lo descubrió el historiador peruano Rafael Loredo, quien lo publicó en Sevilla en 1948. Es un relato muy descuidado, cuyo único mérito es ser el testimonio de un oscuro soldado partícipe de los sucesos que relata.

## Biografía
No contamos con datos sobre su origen. Todo lo que sabemos del personaje es lo que él dice sobre sí mismo a lo largo de su obra. Debió nacer hacia 1508. Posiblemente era de Castilla, de familia de cristianos viejos.
No se sabe el año exacto en que llegó al Perú; lo evidente es que no participó en la captura de Atahualpa de 1532, por lo que debió llegar después, posiblemente formando parte del ejército de Pedro de Alvarado, en 1534. Para 1535 se contaba entre los primeros vecinos de Trujillo (ciudad fundada en la costa norte del Perú), donde se le otorgó un solar; asimismo, Francisco Pizarro le dio un repartimiento de indios en Túcume.
Posteriormente, junto con algunos vecinos de Trujillo, pasó a la Ciudad de los Reyes (actual Lima), para entrevistarse con Pizarro, con el propósito de convencerlo a no romper con su socio Diego de Almagro. Estallada la guerra civil entre pizarristas y almagristas, Borregán se alineó en el bando pizarrista, al parecer de mala gana. Resentido con los Pizarro, en especial con Hernando Pizarro, regresó a Trujillo.
Volvió a Lima llevando cartas para Francisco Pizarro, las cuales anunciaban la llegada de fray Vicente de Valverde, que había sido nombrado obispo del Cuzco. Fue entonces comisionado para regresar a Trujillo y acompañar a Valverde en su viaje a la ciudad imperial. En el trayecto se enteró de la batalla de las Salinas, en 1538. Luego participó en ciertas embajadas ante Manco Inca para lograr que este se entrevistara con Francisco Pizarro, intento que fracasó.
Según parece, ya por entonces mostraba simpatías por el bando almagrista. Producido el asesinato de Pizarro a manos de los almagristas en 1541, se alistó en las tropas de Diego de Almagro el Mozo, luchando en la batalla de Chupas en 1542. Derrotado su bando, fue despojado de su repartimiento de Túcume, aunque siguió residiendo en Trujillo.
Aleccionado por la mala experiencia, evitó comprometerse en las guerras civiles siguientes, arguyendo su mal estado de salud. Por ese tiempo se estableció en Lima, adquiriendo una casa huerta en Yupiay, cerca al cerro de Comuco, donde se dedicó a la cría de ganado, posiblemente equino. Pero una noche fue atacado por negros cimarrones y pese a que se defendió bravamente, perdió el dedo mayor de su mano derecha. Se quejó ante el Alcalde de la Santa Hermandad, pero no se hallaron a los culpables y debió abandonar su propiedad.
A la llegada del virrey Marqués de Cañete (1556), reclamó recompensas por sus servicios, aunque estos, a la verdad, resultasen irrisorios. Llegó incluso a enseñar al virrey el manuscrito de su crónica. Sin duda, causó grata impresión al gobernante, que le prometió repartimientos en Lima y una isla o manzana en una parte no céntrica de la ciudad, en compensación de su propiedad perdida. Se le concedió también licencia para buscar tesoros en las huacas y entierros de Chincha y Pisco, la cual está fechada el 6 de noviembre de 1562. Pero el sucesor del marqués de Cañete, Diego López de Zúñiga y Velasco, conde de Nieva, anuló todas esas concesiones.
En 1563 viajó a  España para reclamar las mercedes a las que creía tener derecho. En Valladolid escribió al Consejo de Indias, acusando a mucha gente y mostrándose como víctima. No se sabe de su suerte posterior, si volvió al Perú o si se quedó en España. Lo que si se sabe es que dejó dos hijos, Pedro Borregán y Alonso Pérez Borregán, habidos en su esposa, que era hija de Juan de Osorno, encomendero de Túcume.

## La Crónica de la Conquista del Perú
Borregán fue un oscuro soldado de la conquista del Perú, cuyo único mérito fue el haber escrito una crónica de la Conquista del Perú, por lo demás pésimamente redactada, con errores de sintaxis y de ortografía; no respeta tampoco el orden cronológico y contiene interpolaciones azarosas. Eso sí, está escrita con mucha pasión y cargada de detalles.
Su mayor importancia radica en ser un testimonio de época, al dar numerosos detalles de los primeros años de la conquista y colonización del Perú. Se destaca especialmente el caudal de datos que aporta sobre la figura de Gonzalo Pizarro y su rebelión.
Su relato abarca desde la muerte de Atahualpa en 1533 hasta el final de la rebelión de Gonzalo Pizarro en 1548, añadiendo además una última parte denominada “Cosas de indios referida a los postreros Incas”.
El manuscrito permaneció olvidado hasta que lo descubrió el historiador peruano Rafael Loredo, quien lo publicó en Sevilla, en 1948. Una reimpresión se hizo en 1968. La última edición es de 2011.